# Guerra rus'-bizantina de 1043
A última Guerra rus'-bizantina foi, na verdade, um raide naval fracassado contra Constantinopla instigado por Jaroslau I de Quieve e liderado por seu primogênito, Vladimir de Novogárdia, em 1043. As razões por trás desta guerra são controversas, assim como o a sequência dos eventos. Miguel Pselo, uma testemunha ocular da batalha, deixou um relato hiperbólico detalhando como a Rússia de Quieve invasores foram aniquilados por uma frota bizantina muito superior e armada como temido fogo grego na costa da Anatólia. De acordo com as crônicas eslavônicas, a frota rus' foi destruída numa tempestade.
Os bizantinos enviaram um esquadrão com 14 naus para perseguir os dispersos monóxilos dos rus', mas ele foi completamente derrotado pelo almirante de Quieve Ivan Tvorimich, que conseguiu além disso salvar o príncipe Vladimir após o naufrágio. O contingente de 6 000 homens sob Vichata, que não participou dos combates navais, foi capturado e deportado para Constantinopla. Oitocentos deles foram cegados.
Vichata recebeu permissão para voltar para Quieve quando um tratado de paz foi firmado, três anos depois. Pelos termos de paz, o filho de Jaroslau, Usevolodo I, se casou com a filha do imperador bizantino Constantino IX Monômaco. O filho de Usevolodo e da princesa assumiu o cognome do seu avô materno e se tornou conhecido como Vladimir Monômaco.

## Campanha da Crimeia de 1044
Há boas razões para acreditar que as hostilidades ainda não haviam terminado em 1043 (como parecem implicar os bizantinos), mas continuaram com a captura russa de Quersoneso (Korsun' - Quérson) no ano seguinte:
- Em seu relato do século XVI sobre a campanha de 1043, Maciej Stryjkowski relata que Jaroslau enviou seu filho Vladimir para tomar os empórios comerciais bizantinos na região, principalmente Quersoneso.

- Tradições de Novogárdia Magna ligam a fundação da Catedral de Santa Sofia de Novogárdia em 1045 com uma vitória prévia sobre os bizantinos. A catedral antigamente ostentava o chamado Tesouro de Quérson, supostamente levado para lá pelo príncipe Vladimir (geralmente identificado nas fontes medievais como Vladimir, o Grande). Entre os autores estrangeiros, Herberstein e Paulo de Alepo relatam que a Porta de Quérson, em cobre, da catedral fora tomada pelos novogárdios em Quersoneso, onde servia como porta para a cidade. A porta que hoje está na catedral está decorada com complicados símbolos cruciformes geralmente associados por historiadores da arte com Quersoneso. Curiosamente, escavações em Quersoneso revelaram uma inscrição relatando que a porta da cidade teve que ser trocada em 1059. Além da porta, o tesouro continha ainda vasilhames em ouro, o milagroso ícone da Teótoco de Quérson e outros itens gregos do século XI (alguns deles ainda in situ, outros saqueados por Ivã, o Terrível, após o Massacre de Novogárdia e levados para Moscou).

- Tendo visitado Quieve em 1048, Rogério II de Châlons relatou ter visto lá as relíquias de São Clemente de Roma. De acordo com Rogério, Jaroslau lhe contara que as relíquias haviam sido tomadas por ele em Quersoneso, onde Clemente fora supostamente martirizado. Fontes eslavônicas alegam que as relíquias de Clemente foram levadas para Quieve de Quersoneso pelo pai de Jaroslau, Vladimir (o Grande).

Uma análise cuidadosa destes fatos levaram Vera Bryusova a concluir que as hostilidades entre as duas forças reiniciaram em 1044 ou 1045, quando Vladimir marchou contra Quersoneso e a capturou, mantendo-a sob controle até que os bizantinos, envolvidos em diversas outras guerras, concordaram em firmar um tratado de paz favorável com os rus' e lhes deram uma princesa para se casar com seu irmão caçula. Se for este o caso, a situação pode ter sido uma repetição da conquista de Quersoneso por Vladimir, o Grande em 988, que, de acordo com a maioria das fontes eslavônicas, precipitou a cristianização da Rússia de Quieve.
Bryusova argumenta que lendas piedosas posteriores confundiram Vladimir de Novogárdia com seu avô, santo e mais famoso, que, provavelmente, jamais guerreou contra o Império Bizantino. Alguns autores do final do período medieval chegaram até mesmo a atribuir a campanha na Crimeia a outro celebrado Vladimir, Vladimir II Monômaco, que, na realidade, tinha como principal aliado estrangeiro os bizantinos. Como exemplo, Vasily Tatishchev, escrevendo no século XVIII com base em fontes muito anteriores relata, erroneamente, que Monômaco teria enfrentado um governador bizantino de Quersoneso em combate singular.